# Challenger de Milán 2017

El torneo Aspria Tennis Cup 2017 FUE un torneo profesional de tenis. Perteneció al ATP Challenger Series 2017. Se disputó en su 12.ª edición sobre superficie tierra batida, en Milán, Italia entre el 26 de junio al el 2 de julio de 2017.

## Jugadores participantes del cuadro de individuales
| Favorito | País                   | Jugador           | Rank1 | Posición en el torneo |
| -------- | ---------------------- | ----------------- | ----- | --------------------- |
| 1        | Bandera de Italia      | Marco Cecchinato  | 97    | Semifinales           |
| 2        | Bandera de Brasil      | Thiago Monteiro   | 98    | Primera ronda         |
| 3        | Bandera de Argentina   | Federico Delbonis | 109   | FINAL, RETIRO         |
| 4        | Bandera de Portugal    | Gastão Elias      | 110   | Primera ronda         |
| 5        | Bandera de Argentina   | Guido Pella       | 112   | CAMPEÓN               |
| 6        | Bandera de Bélgica     | Arthur De Greef   | 113   | Primera ronda, retiro |
| 7        | Bandera de Bielorrusia | Uladzimir Ignatik | 129   | Cuartos de final      |
| 8        | Bandera de Kazajistán  | Dmitry Popko      | 200   | Segunda ronda         |

- 1 Se ha tomado en cuenta el ranking del 19 de junio de 2017.

### Otros participantes
Los siguientes jugadores recibieron una invitación (wild card), por lo tanto ingresan directamente al cuadro principal (WC):
- Liam Caruana
- Gianluca di Nicola
- Lorenzo Frigerio
- Gianluca Mager

Los siguientes jugadores ingresan al cuadro principal tras disputar el cuadro clasificatorio (Q):
- Juan Ignacio Londero
- Daniel Muñoz de la Nava
- Juan Pablo Paz
- João Pedro Sorgi

## Campeones

### Individual Masculino
- Guido Pella derrotó en la final a  Federico Delbonis, 6–2, 2–1 ret.

### Dobles Masculino
- Tomasz Bednarek /  David Pel derrotaron en la final a  Filippo Baldi /  Omar Giacalone, 6–1, 6–1